# Miriam Gruber
Miriam Gruber (* 17. Juni 1983 in Wien) ist eine österreichische Badmintonspielerin. 

## Karriere
Miriam Gruber gewann von 2001 bis 2005 neun österreichische Juniorentitel. 2007 wurde sie dann erstmals Meisterin bei den Erwachsenen, als sie die Damendoppelkonkurrenz mit Tina Riedl gewann. 2008 und 2009 wurde sie Titelträgerin im Dameneinzel. Im Jahr 2007 nahm sie an der Badminton-Weltmeisterschaft teil.

## Sportliche Erfolge
| Saison | Veranstaltung                                  | Disziplin   | Platz | Name                                |
| ------ | ---------------------------------------------- | ----------- | ----- | ----------------------------------- |
| 2001   | Österreich: Einzelmeisterschaften der Junioren | Damendoppel | 1     | Miriam Gruber / Ruth Kleinfelder    |
| 2003   | Österreich: Einzelmeisterschaften der Junioren | Dameneinzel | 1     | Miriam Gruber                       |
| 2003   | Österreich: Einzelmeisterschaften der Junioren | Damendoppel | 1     | Miriam Gruber / Ruth Kleinfelder    |
| 2004   | Österreich: Einzelmeisterschaften der Junioren | Mixed       | 1     | Peter Zauner / Miriam Gruber        |
| 2004   | Österreich: Einzelmeisterschaften der Junioren | Dameneinzel | 1     | Miriam Gruber                       |
| 2004   | Österreich: Einzelmeisterschaften der Junioren | Damendoppel | 1     | Miriam Gruber / Claudia Mayer       |
| 2005   | Österreich: Einzelmeisterschaften der Junioren | Mixed       | 1     | Michael Lahnsteiner / Miriam Gruber |
| 2005   | Österreich: Einzelmeisterschaften der Junioren | Dameneinzel | 1     | Miriam Gruber                       |
| 2005   | Österreich: Einzelmeisterschaften der Junioren | Damendoppel | 1     | Miriam Gruber / Jaqueline Lampert   |
| 2007   | Österreich: Einzelmeisterschaften              | Damendoppel | 1     | Miriam Gruber / Tina Riedl          |
| 2008   | Österreich: Einzelmeisterschaften              | Dameneinzel | 1     | Miriam Gruber                       |
| 2009   | Österreich: Einzelmeisterschaften              | Dameneinzel | 2     | Miriam Gruber                       |